# Fear the Walking Dead (2.ª temporada)
A segunda temporada de Fear the Walking Dead, uma série de televisão dramática pós-apocalíptica de terror produzida pela AMC, estreou nos Estados Unidos em 10 de abril de 2016 e terminou em 2 de outubro de 2016, consistindo em 15 episódios. A série é derivada e prequela de The Walking Dead, que é baseada na série de quadrinhos de mesmo nome de Robert Kirkman, Tony Moore e Charlie Adlard. Os produtores executivos são Kirkman, David Alpert, Greg Nicotero, Gale Anne Hurd e Dave Erickson, com Erickson como showrunner pela segunda temporada consecutiva.
A temporada segue uma família disfuncional composta por Madison Clark (Kim Dickens), seu noivo Travis Manawa (Cliff Curtis), sua filha Alicia (Alycia Debnam-Carey), seu filho viciado em drogas Nick (Frank Dillane) e o filho de Travis, Chris (Lorenzo James Henrie). No início do apocalipse zumbi, seu grupo inclui Victor Strand (Colman Domingo), um esperto e sofisticado vigarista que virou empresário, Daniel Salazar (Rubén Blades) e sua filha Ofelia (Mercedes Mason). Esta temporada acompanha o grupo enquanto eles escapam da terra para o mar, e sua viagem para o México.

## Elenco e personagens

### Elenco principal
A segunda temporada apresenta nove atores recebendo status de faturamento do elenco principal, com sete retornando da primeira temporada; oito são listados como membros do elenco principal na primeira temporada, enquanto um novo membro do elenco é apresentado. Colman Domingo foi promovido de recorrente e Michelle Ang foi adicionada ao elenco principal como Alex, no entanto, ela só aparece em dois episódios.
- Kim Dickens como Madison Clark: Uma conselheira de orientação inteligente e dominadora do ensino médio, a mãe de Nick e Alicia e a noiva de Travis.
- Cliff Curtis como Travis Manawa: Um professor de ensino médio resoluto e pacificador, noivo de Madison, pai de Chris e ex-marido de Liza.
- Frank Dillane como Nicholas "Nick" Clark: Um corajoso e abnegado viciado em heroína em recuperação, filho de Madison e irmão de Alicia.
- Alycia Debnam-Carey como Alicia Clark: A impetuosa, porém compassiva, filha de Madison e irmã de Nick.
- Colman Domingo como Victor Strand: Um inteligente e sofisticado vigarista que virou empresário, que faz amizade com Nick e Madison.
- Mercedes Mason como Ofelia Salazar: A obstinada e muito capaz filha de Daniel e sua esposa Griselda.
- Lorenzo James Henrie como Christopher "Chris" Manawa: O filho adolescente rebelde de Travis e Liza, que se torna mais brutal devido à paisagem do mortal novo mundo.
- Rubén Blades como Daniel Salazar: Um corajoso e prático ex-integrante da Sombra Negra, barbeiro, marido de Griselda e pai de Ofélia.
- Michelle Ang como Alex: Uma sobrevivente pragmática e quieta apresentada na websérie Fear the Walking Dead: Flight 462.

### Elenco de apoio

#### Águas internacionais
- Arturo Del Puerto como Luis Flores: Um aliado e braço direito de Victor Strand e Thomas Abigail.
- Daniel Zovatto como Jack Kipling: Um membro dos piratas que desenvolve uma atração por Alicia.
- Jesse McCartney como Reed: O irmão de Connor e um membro hostil dos piratas.
- Veronica Diaz como Vida: Uma mulher grávida e um dos piratas de Connor.

#### México
- Marlene Forte como Celia Flores: A mãe de Luis.
- Dougray Scott como Thomas Abigail: O namorado de Strand e dono do iate Abigail.
- Danay García como Luciana Galvez: Um membro da comunidade La Colonia em Tijuana, México, que ajuda Nick e acredita que os zumbis não são uma ameaça.
- Paul Calderón como Alejandro Nuñez: Um farmacêutico e líder de La Colonia, uma comunidade em Tijuana, México, afirma ter sido mordido, mas não morreu/transformou.
- Alejandro Edda como Marco Rodriguez: O líder de uma gangue que mora perto de La Colonia.
- Karen Bethzabe como Elena Reyes: A gerente do hotel Rosarito Beach que ajuda Alicia.
- Ramses Jimenez como Hector Reyes: O sobrinho de Elena que administrava o hotel com ela.
- Andres Londono como Oscar Diaz: O líder de um grupo de sobreviventes que vivem em um hotel.
- Raul Casso como Andrés Diaz: O irmão de Oscar.
- Brenda Strong como Ilene Stowe: Um membro da festa de casamento e sogra de Oscar.
- Kelly Blatz como Brandon Luke: O líder de um grupo de jovens que fazem amizade com Chris.
- Kenny Wormald como Derek: Um membro do grupo de Brandon.
- Israel Broussard como James McCallister: Um membro do grupo de Brandon.

### Elenco convidado

#### Los Angeles
- Patricia Reyes Spíndola como Griselda Salazar: A mãe de Ofelia, que emigrou de El Salvador com seu marido Daniel para escapar de distúrbios políticos, aparece como uma alucinação.
- Elizabeth Rodriguez como Liza Ortiz: Uma estudante de enfermagem séria e atenciosa, ex-esposa de Travis e mãe de Chris, morreu na temporada anterior, mas foi vista como um cadáver na estreia.

## Episódios
| N.º na série | N.º na temp. | Título                                          | Dirigido por      | Escrito por                                                             | Exibição original      | Audiência (milhões) |
| --- | ------------ | ----------------------------------------------- | ----------------- | ----------------------------------------------------------------------- | ---------------------- | ------------------- |
| 7 | 1            | "Monster" "(Monstro)" (BR)                      | Adam Davidson     | Dave Erickson                                                           | 10 de abril de 2016    | 6.67                |
| A cidade de Los Angeles está sendo destruída pela Guarda Nacional. Nick leva em um bote Ofelia e Daniel para o iate de Strand e volta à praia para buscar Travis, Madison e Chris, que recusa deixar o corpo de sua mãe ali enquanto os mortos se aproximam. O grupo segue em alto mar, quando veem um outro grupo em um barco afundando. Madison e Alicia querem ajudá-los e pedem ajuda para Strand, que não concorda. Travis pede para Alicia tentar comunicação com alguém no rádio. Após ouvir apenas frequências antigas, ela consegue contato com um homem chamado Jack, que diz estar em outro barco com sua família. O corpo de Liza está sendo velado e após algumas palavras de Travis, Chris se irrita e joga o corpo de sua mãe no mar. Alicia descobre que o barco de Jack está afundando e fala para Travis que eles devem ajudá-lo, mas Strand intervém e se irrita, dizendo que está no limite e que não irá salvar mais ninguém em seu iate. Chris, ainda irritado com a morte de sua mãe, pula no mar, assustando todos e Nick resolve ir atrás dele, que diz apenas querer dar um mergulho. O grupo avista um barco com marcas de tiros e seus tripulantes todos mortos, boiando e reanimados, quando Strand olha no radar e diz que algo se aproxima. |              |                                                 |                   |                                                                         |                        |                     |
| 8 | 2            | "We All Fall Down" "(Todos Nós Caimos)" (BR)    | Adam Davidson     | História por : Brett C. Leonard & Kate Barnow Roteiro por : Kate Barnow | 17 de abril de 2016    | 5.58                |
| Nick encontra o diário de bordo do barco naufragado e Travis descobre que San Diego, o lugar onde pretendiam ir, está destruído. Para fugir de uma suposta ameaça que se aproxima, o grupo decide parar em uma ilha, onde Madison avista uma luz piscando ao longe. Travis e os outros saem do iate, enquanto Daniel, Ofelia e Strand permanecem. Eles encontram uma casa com uma família morando e pedem ajuda. Pela manhã, Chris conhece o filho mais velho da família, Seth, e juntos, eliminam alguns zumbis na praia. George, o pai, com a ajuda de Travis, reforçam as entradas da ilha com cercas. Em uma conversa com Madison, Melissa, a mãe, pede que ela leve seus dois filhos menores, Willa e Harry embora com eles. Daniel aproveita a ausência de Strand e vasculha a sala de comando do iate, onde encontra um mapa do México e uma arma. Enquanto isso, Strand fala com alguém no celular, dizendo que logo "estará lá". Nick diz à Madison e Travis que George pode estar planejando matar sua família, pois encontrou algumas pílulas suspeitas enquanto vasculhava a ilha. Melissa entrega algumas coisas dos filhos para Madison quando é interrompida por Harry dizendo que Willa está doente. Ao chegar no quarto, eles encontram a menina morta e Harry diz que ela tomou as pílulas de George. Willa se reanima e ataca sua mãe. Travis e os outros vão embora levando Harry, mas Seth chega no iate apontando sua arma para todos, querendo Harry de volta. Daniel se prepara para atirar em Seth, mas é impedido por Madison. Seth leva Harry embora, mas não antes de se deparar com sua mãe reanimada, andando pelo píer. Seth pede que Harry acene para Madison que está indo embora, e atira em sua mãe. |              |                                                 |                   |                                                                         |                        |                     |
| 9 | 3            | "Ouroboros" "(Ouroboros)" (BR)                  | Stefan Schwartz   | Alan Page                                                               | 24 de abril de 2016    | 4.73                |
| Enquanto Travis repara o barco, Madison confronta Strand sobre seu destino que Daniel descobriu ser Baja, no México. Nick, Alicia, Chris e Daniel vão a terra atrás de suprimentos deixado por um acidente de avião, onde Chris encontra um sobrevivente. Infelizmente, o homem está muito debilitado e Chris descobre uma mordida em suas costas. Não vendo outra maneira de salvá-lo, Chris o mata. Strand diz a Madison que Baja é um local seguro. Enquanto isso, em terra, um bando de zumbis aparece, obrigando o grupo a lutar por suas vidas com dois sobreviventes do avião: Alex e Jack. Nick descobre uma nova tática para fugir dos mortos cobrindo-se com seu sangue. De volta ao barco, Strand se enfurece ao ver dois rostos novos presentes, e após um debate entre o grupo, Madison coloca Alex e Jack em um bote salva-vidas com uma corda amarrada ao iate. Strand sai da cabine de comando e friamente arrebenta a corda em que puxava o bote. |              |                                                 |                   |                                                                         |                        |                     |
| 10 | 4            | "Blood in the Streets" "(Sangue nas Ruas)" (BR) | Michael Uppendahl | Kate Erickson                                                           | 1 de maio de 2016      | 4.80                |
| Flashbacks mostram um pouco do real motivo de Strand querer ir para o México. Nick vai em terra a mando de Strand atrás de um velho conhecido seu. Um grupo, incluindo uma mulher grávida, chega ao iate e Alicia descobre que eles são aliados de Jack, o rapaz com quem conversava pelo rádio. Os recém-chegados dominam o iate e prendem o grupo. Percebendo a movimentação, Strand foge um em bote, mas o barco é baleado enquanto ele está escapando e começa a afundar lentamente. Quando o líder do grupo chega ao iate, ele leva Alicia e Travis com ele, deixando alguns aliados para trás para que levem o iate até a costa. Em terra, Nick conhece Luis, amigo de Strand e juntos voltam para o iate. Luis atira em dois aliados e o grupo consegue se libertar, pegando um rapaz gravemente ferido como refém. Por fim, Madison vai ao mar e resgata Strand. |              |                                                 |                   |                                                                         |                        |                     |
| 11 | 5            | "Captive" "(Aprisionados)" (BR)                 | Craig Zisk        | Carla Ching                                                             | 8 de maio de 2016      | 4.41                |
| O grupo planeja usar o refém como troca para Travis e Alicia. Alicia tenta fazer amizade com Jack e encontrar seu caminho para casa por conta própria, enquanto Travis está preso em uma cela. Chris é deixado para vigiar o refém e ele acaba atirando em seu rosto, matando-o. Ele diz a Madison que o rapaz estava se transformando, porém Madison se preocupa com o que Chris pode estar se tornando. Travis vê Alex, a sobrevivente do avião, com o grupo de Jack, e ela admite para ele que revelou informações sobre o grupo. Daniel cobre o cabeça do rapaz transformado e Madison parte para fazer a troca. O rapaz ataca seu líder e Travis consegue fugir. Alicia se despede de Jack, pula no mar e é resgatada por Travis e Madison, que voltam ao iate. |              |                                                 |                   |                                                                         |                        |                     |
| 12 | 6            | "Sicut Cervus" "(Sicut Cervus)" (BR)            | Kate Dennis       | Brian Buckner                                                           | 15 de maio de 2016     | 4.49                |
| Strand organiza um pagamento a alguns militares mexicanos para que sua passagem seja segura, mas um tiroteio se inicia, matando Luis. Chegando em terra, o grupo encontra uma igreja e são atacados por alguns zumbis. Madison é derrubada com um deles em cima de seu corpo, enquanto Chris assiste sem fazer nada, porém Alicia vê sua mãe em perigo e mata o infectado. O grupo chega ao local seguro proposto por Strand e são recebidos pela mãe de Luis, Celia, que diz que para eles ficarem, devem entregar suas armas. Strand enfim encontra seu real motivo de ir ao México: seu namorado Thomas, mas descobre que Thomas foi mordido. Alicia conversa com Chris sobre o acontecimento anterior com Madison e ele pede para ela não contar a ninguém; Alicia por sua vez, conta a Madison. Nick e Celia começam um relacionamento amigável e ela compartilha sua visão sobre os mortos dizendo ser apenas um novo começo, não o fim. Madison, agora consciente de Chris, diz a Travis que ele pode não estar bem. Daniel descobre que Celia mantém alguns amigos e membros de sua família transformados presos na adega do local. Madison decide dormir com Alicia naquela noite para proporcionar segurança, mas são acordados por um tiro e encontram Chris ao pé da cama segurando uma faca. Alicia grita e ele foge. Strand dispara na cabeça de Thomas. |              |                                                 |                   |                                                                         |                        |                     |
| 13 | 7            | "Shiva" "(Shiva)" (BR)                          | Andrew Bernstein  | David Wiener                                                            | 22 de maio de 2016     | 4.39                |
| Depois de impedir a reanimação de Thomas, Celia está furiosa e exige que Strand e o restante do grupo vão embora. Chris está desaparecido e Travis sai a sua procura. Daniel começa a ter pesadelos e agir estranhamente; ele tenta fugir com Ofelia dizendo que aquele lugar não é seguro e ataca alguns homens que tentam impedi-lo de ir, mas Daniel é pego e amarrado em um outro local. Nick se cobre novamente de sangue e trás Luis reanimado para Celia e por causa disso, ela permite a estadia de grupo, mas ainda insiste que Strand deve sair. Madison fala com Nick sobre sua fascinação com os mortos e pede para que ele fique longe de Celia. A pedido de Madison, Nick procura por Travis e Chris, mas quando os encontra, Travis diz que eles não voltarão, pois Chris precisa de ajuda, portanto ficará ao seu lado. Celia leva Madison para a adega e lhe mostra os zumbis que mantêm presos; Madison fica inconformada e tranca Celia junto com eles. Daniel começa a ter alucinações com sua falecida esposa Griselda. Ele consegue se soltar, caminha até a adega e coloca fogo no local, se espalhando pela casa inteira. Strand reaparece em uma caminhonete e resgata Madison, Alicia e Ofelia. Madison procura por Nick e o encontra vagando coberto de sangue. Ele diz que não irá com eles, pois Celia estava certa sobre os vivos serem os verdadeiros monstros. As famílias Manawa, Clark e Salazar são separadas. |              |                                                 |                   |                                                                         |                        |                     |
| 14 | 8            | "Grotesque" "(Grotesco)" (BR)                   | Daniel Sackheim   | Kate Barnow                                                             | 21 de agosto de 2016   | 3.86                |
| Após os acontecimentos recentes, Nick segue sozinho pelas estradas do México. Ele encontra uma casa aparentemente vazia e decide se abrigar, mas no meio da noite, é acordado por uma mãe e filha que o expulsa do lugar, deixando para trás sua mochila com alguns suprimentos. No dia seguinte, Nick encontra alguns carros parados na estrada e dentro deles um rádio que decide pegar, quando três homens se aproximam em um jipe. Um dos homens mata sem piedade um idoso ainda vivo, agonizando dentro de um dos carros. Nick se assusta, e o som do rádio atrai a atenção dos homens. Nick consegue fugir pelo deserto e descansa encostado num antigo carro. Pela manhã, Nick acorda sendo encarado por dois cachorros e um deles morde sua perna causando um grave ferimento. Ele se refugia em cima do carro quando alguns zumbis se aproximam, atraindo a atenção dos cachorros que os atacam, porém saem em desvantagem e acabam sendo devorados. A horda segue para cima de Nick, porém o som de uma buzina ao longe desvia sua rota. Nick decide se cobrir de sangue e andar no meio deles quando novamente encontra os três homens, que dessa vez, começam a eliminar os infectados, mas sem sucesso e acabam sendo devorados. Exausto, desidratado e ferido, Nick cai na estrada e é visto por três pessoas em cima de um morro. Nick se alegra em apanhar água da chuva com a boca e pela manhã encontra uma farmácia, onde procura curativos para sua ferida. Os dois homens e a mulher chegam e lhe oferecem ajuda. Eles o levam até sua comunidade onde têm seus ferimentos tratados por Alejandro. |              |                                                 |                   |                                                                         |                        |                     |
| 15 | 9            | "Los Muertos" "(Los Muertos)" (BR)              | Deborah Chow      | Alan Page                                                               | 28 de agosto de 2016   | 3.66                |
| Nick começa a observar a comunidade de Luciana, a mulher que o salvou, e fica chocado ao ver seu povo expulsando um homem que foi mordido. Luciana explica que aqueles que são mordidos ou doentes terminais sacrificam-se para ajudar a construir o "muro", uma barreira de infectados que visam proteger a comunidade contra ameaças externas. Depois, Nick acompanha Luciana em uma busca de suprimentos em um supermercado nas proximidades, que é controlado por um grupo de traficantes armados. Nick é pego tentando furtar, mas ele consegue negociar por sua vida e mais suprimentos, oferecendo drogas. Luciana repreende Nick por sua imprudência, com medo do grupo de homens armados se irritar e atacar sua comunidade. Alejandro diz para Nick que foi mordido, mas nada aconteceu com ele por possuir fé. Enquanto isso, Madison, Strand, Alicia e Ofelia fogem da casa incendiada de Celia com a intenção de voltarem para o iate. No entanto, descobrem que ele foi roubado e buscam refúgio em um hotel próximo. Enquanto Alicia e Ofelia procuram por quartos, Madison e Strand ficam embriagados no bar e expressam suas frustrações com a vida. Enquanto isso, uma grande horda de infectados se aproxima da entrada do hotel. |              |                                                 |                   |                                                                         |                        |                     |
| 16 | 10           | "Do Not Disturb" "(Não Perturbe)" (BR)          | Michael McDonough | Lauren Signorino                                                        | 4 de setembro de 2016  | 2.99                |
| Um flashback mostra uma cerimônia de casamento no hotel. Quando um dos convidados têm um ataque cardíaco e se transforma, a gerente do hotel, Elena, tranca todos os hóspedes no salão de festas para tentar conter o surto. No presente, Alicia tenta escapar dos infectados que infestaram o hotel e conhece Elena. Elas vão para o térreo do hotel, onde são confrontadas pelos antigos hóspedes que estavam na cerimônia e sobreviveram. Eles exigem que Elena dê as chaves do hotel ou matarão seu sobrinho, Hector. Elena entrega as chaves, mas alguns infectados atacam, e ela, Alicia e Hector se abrigam em outro cômodo, onde encontram Madison e Strand. Longe dali, Travis e Chris percorrem o interior do México. No entanto, sem Travis saber, Chris rouba suprimentos de um outro grupo sobrevivente. Travis, em seguida, ensina Chris a dirigir. Mais tarde, quando eles acampam na beira da estrada, são confrontados pelo grupo sobrevivente que Chris saqueou. No entanto, seus três integrantes, Brandon, Derek e James mostram ser amigáveis e revelam serem americanos de férias no México quando o surto começou. Chris, logo quer se juntar a eles, mas Travis é cauteloso. Eles param em uma fazenda próxima para procurar suprimentos e são confrontados pelo fazendeiro que vive lá. O homem pede para eles irem embora, mas não vendo resultado, atira na perna de James, o que leva Chris revidar e atirar contra o fazendeiro, deixando Travis horrorizado. |              |                                                 |                   |                                                                         |                        |                     |
| 17 | 11           | "Pablo & Jessica" "(Pablo & Jessica)" (BR)      | Uta Briesewitz    | Kate Erickson                                                           | 11 de setembro de 2016 | 3.40                |
| Nick ajuda Alejandro a fazer alguns medicamentos para o grupo de homens armados a quem a comunidade busca suprimentos. Madison tem a ideia de limpar o hotel para que vivam lá por um tempo, mas para isso, precisa da ajuda de Oscar e os outros sobreviventes trancados por Elena. Na praia próximo ao píer, Alicia vê uma placa de proibido nadar devido à correnteza e tem uma ideia. Com Madison, Strand e o grupo de Oscar, eles atraem todos os infectados do hotel até o píer para jogá-los no mar. Madison se oferece e consegue levar todos eles e ser resgatada em um bote por Alicia e Hector. Luciana e Nick iniciam um relacionamento. Durante o jantar no hotel, eles notam a ausência de Oscar e Strand vai procurá-lo. Ele o encontra nos quartos de lua-de-mel do hotel e Oscar diz que sua esposa, Jessica, está lá dentro. Strand conversa com Oscar e pede que ele o deixe por um fim nisso. Oscar abre a porta do quarto de Jessica e Strand entra. |              |                                                 |                   |                                                                         |                        |                     |
| 18 | 12           | "Pillar of Salt" "(Estátua de Sal)" (BR)        | Gerardo Naranjo   | Carla Ching                                                             | 18 de setembro de 2016 | 3.62                |
| Francisco e sua família vão embora da comunidade, mas são pegos pelo grupo dos traficantes. Ofelia está na estrada com a picape de Strand partindo para os Estados Unidos. No hotel, Madison e os outros conseguem ligar o gerador de energia. A mãe de Jessica, Ilene Stowe, ataca Strand com uma faca, dizendo que ele tirou sua filha dela. Andrés, um médico presente, ajuda Strand, mas diz que ele precisará de mais medicamentos para melhorar. Ilene é trancada em um quarto, enquanto Madison, Elena e Oscar partem para um lugar conhecido de Elena em busca de remédios. Depois de descobrir que Francisco foi embora, Alejandro faz uma reunião com o povo da comunidade. Nick pede a ajuda de Reynaldo para ir atrás de Francisco. Madison, Elena e Oscar chegam no local e mostra ser o mesmo onde a comunidade em que Nick está, serve. Eles falam com Antonio, líder da lugar e irmão de Hector, que está no hotel e ele permite a entrada apenas de Madison e Elena. Enquanto aguardam os remédios; as duas ouvem um homem interrogando Francisco, e Madison corre para saber o motivo, pois ela ouviu ser mencionado alguém com os traços semelhantes aos de Nick. Elas são retiradas da sala sem respostas e vão embora. Na comunidade de Nick, ele enxerga ao longe alguns homens armados observando. Madison, Elena e Oscar retornam ao hotel com os medicamentos e Madison tem a ideia de acender todas as luzes do hotel para chamar a atenção de Nick, caso ele ainda esteja vagando por aí. Alicia discute com ela e diz para ela esquecer Nick, pois ele escolheu outro caminho. Madison desliga as luzes do hotel, mas, não muito longe dali, Travis, agora sozinho, enxerga as luzes antes de serem apagadas. |              |                                                 |                   |                                                                         |                        |                     |
| 19 | 13           | "Date of Death" "(Data da Morte)" (BR)          | Christoph Schrewe | Brian Buckner                                                           | 25 de setembro de 2016 | 3.49                |
| Na manhã seguinte, os sobreviventes do hotel são surpreendidos por uma multidão nos portões que viu as luzes durante a noite e agora buscam refúgio, mas Madison e os outros se recusam a deixá-los entrar. Travis aparece no meio da multidão, é visto por Madison e tem sua entrada permitida. Dias atrás, Travis cuida da perna ferida de James e enterra o fazendeiro morto por Chris. Naquela noite, Travis pede para Chris não associar-se com os Brandon e Derek, mas Chris o rebate. Uma semana mais tarde, os turistas decidem deixar o México e ir para San Diego, apesar das advertências de Travis de que a cidade foi destruída. No entanto, James ainda não está totalmente recuperado, portanto, não pode ser movido. Temendo que James seja assassinado pelos outros, Travis rouba a arma de Chris em uma tentativa de protegê-lo. Então, James diz a Travis que ele e seus amigos fizeram um acordo para garantir que nenhum deles se transformasse caso adoeçam, e que ele foi o único que teve a coragem de matar um membro de seu grupo que foi mordido tempos atrás. Ele acredita que seus amigos pensam que ele está morrendo, e que vão matá-lo por causa do acordo. Na manhã seguinte, Chris traz comida para Travis, mas Travis descobre que é um truque e cai em uma emboscada armada para ele, na tentativa, com sucesso, de executar James. Travis tenta convencer Chris a ficar com ele pela última vez, mas Chris vai embora junto com Brandon e Derek. De volta ao presente, Travis diz para Madison que falhou com Liza, dizendo que cuidaria de Chris, e lamenta por nunca ter dito a ele que o amava antes dele partir. Mais tarde naquela noite, um novo grupo de sobreviventes chega ao hotel, entre eles, Brandon e Derek. |              |                                                 |                   |                                                                         |                        |                     |
| 20 | 14           | "Wrath" "(Ira)" (BR)                            | Stefan Schwartz   | Kate Barnow                                                             | 2 de outubro de 2016   | 3.67                |
| Chegando na fronteira, o veículo de Ofelia se danifica e ela é obrigada a enfrentar alguns infectados que atacam. Quando percebe mais deles se aproximando, recolhe alguns suprimentos e vai embora a pé. Na Colônia, Nick se prepara para sair com Reynaldo e pega algumas drogas que fabricou com Alejandro para entregar aos traficantes. Quando chegam na comunidade, descobrem que eles mataram Francisco e sua família, e que estão planejando matar todos na Colônia, mas dão uma chance de irem embora de lá. O grupo do hotel decidem abrigar os refugiados, onde eles permanecerem no estacionamento do local. Madison conversa com o novo grupo que chegou ao hotel. Eles dizem que sofreram um acidente e que seu amigo motorista não sobreviveu. Ao dizer seus nomes e algumas características do motorista, Madison deduz que trata-se de Chris e que aquele grupo era o que estava com ele. Nick volta para a comunidade e conta os planos dos traficantes para Luciana e Alejandro, quando um homem morto se reanima e ataca. Nick consegue matá-lo, mas não antes do infectado morder Alejandro. O médico do hotel, Andrés, se prepara para cuidar do ombro deslocado de Brandon, e para isso o leva para dentro, quando o restante dos refugiados os segue acreditando que Brandon ganhará um quarto. Percebendo a movimentação, Travis reconhece os homens, corre até eles e pergunta onde está Chris. Nick se prepara para ir embora da comunidade e quer a companhia de Luciana, mas ela se recusa. Ofelia atravessa a fronteira e é recebida a tiros por um homem misterioso. Madison e os outros levam Brandon e Derek para uma sala e Travis pergunta o que aconteceu com Chris. Eles contam a história do acidente com a picape e que Chris foi arremessado dela já morto. Travis não acredita, tranca Madison, Oscar e Andrés para fora da sala e agride os dois homens. Eles enfim revelam que Chris não morreu no acidente e sim que o mataram. Travis se enfurece e agride os dois até a morte. |              |                                                 |                   |                                                                         |                        |                     |
| 21 | 15           | "North" "(Norte)" (BR)                          | Andrew Bernstein  | Dave Erickson                                                           | 2 de outubro de 2016   | 3.05                |
| Madison impede a reanimação de Derek e Brandon enquanto Travis é levado por Hector e Elena para outro lado do hotel. Na Colônia, Alejandro está morrendo e Nick tenta novamente convencer Luciana a ir embora com ele. Elena diz que Travis será expulso do lugar, mas Madison e Alicia se recusam a deixá-lo e decidem ir embora com ele pela manhã. Oscar, que também foi atingido por acidente por Travis, está inconsciente e Andrés cuida dele. Alejandro reúne os moradores e conta sobre o ataque dos traficantes, mas diz que eles ficarão na comunidade e que irão resistir, enquanto Nick vai embora. Madison conversa com Travis e diz que matou Celia quando a trancou na adega com os infectados. Oscar morre e Hector e Andrés invadem o quarto de Madison atrás de Travis. Andrés aponta uma arma para Travis, mas Alicia o mata com uma facada no peito. Strand diz para eles irem embora imediatamente do hotel, entrega uma arma para Madison e diz que ficará bem. Na comunidade, Nick retorna e diz para Alejandro libertar seu povo, pois encontrou ao Norte um novo acampamento com sobreviventes. Travis, Madison e Alicia estão na estrada e chegam na comunidade dos traficantes, agora limpa e vazia. Eles encontram os corpos da família de Francisco e procuram algum sinal do endereço da comunidade. Pela manhã, os traficantes chegam na comunidade de Nick, passam pelos infectados que a rodeiam e notam que o lugar foi abandonado. Alejandro fica para trás e tira o ônibus da cerca permitindo a entrada dos infectados que atacam os homens. Nick, Luciana e o resto da comunidade seguem para o Norte e Nick avista um helicóptero e um campo de refugiados, mas quando estão na fronteira, são atacados por soldados armados. Travis, Madison e Alicia chegam na comunidade e encontram todos mortos. Alicia encontra Alejandro no ônibus, e, antes de morrer, ele conta o paradeiro de Nick.                                                                                         |              |                                                 |                   |                                                                         |                        |                     |

## Produção
A emissora AMC confirmou a segunda temporada de Fear the Walking Dead na turnê de imprensa da Television Critics Association (TCA), em 2015. Dave Erickson continua como showrunner e produtor executivo.
Colman Domingo, que interpretou Victor Strand como um personagem convidado na primeira temporada, foi promovido para o elenco principal na segunda temporada.
A segunda temporada estreou em 10 de abril de 2016.

## Recepção

### Resposta da crítica
A segunda temporada recebeu críticas mistas dos críticos. No Rotten Tomatoes, a temporada tem uma avaliação de 70%, com base em 30 avaliações, cuja avaliação média é de 6.60/10. O consenso crítico do site diz: "Fear the Walking Dead zarpa em sua segunda temporada com um pano de fundo intrigante que nem sempre disfarça suas deficiências em comparação com seu antecessor." No Metacritic, a temporada tem uma pontuação de 54 em 100, com base em 12 críticos, indicando "críticas mistas ou médias".
| - 2ª temporada (2016): Porcentagem de avaliações positivas rastreadas pelo site Rotten Tomatoes | |
|                                                                                                 | Esta página contém um gráfico que utiliza a extensão <graph>. A extensão está temporariamente indisponível e será reativada quando possível. Para mais informações, consulte o ticket T334940. |

### Audiência
| №  | Título                 | Exibição original      | Rating/share (18–49) | Audiência (em milhões) | DVR (18–49) | Audiência em DVR (milhões) | Total (18–49) | Audiência total (em milhões) |
| -- | ---------------------- | ---------------------- | -------------------- | ---------------------- | ----------- | -------------------------- | ------------- | ---------------------------- |
| 1  | "Monster"              | 10 de abril de 2016    | 3.1                  | 6.67                   | 1.4         | N/A                        | 4.5           | N/A                          |
| 2  | "We All Fall Down"     | 17 de abril de 2016    | 2.5                  | 5.58                   | 1.2         | 2.20                       | 3.7           | 7.78                         |
| 3  | "Ouroboros"            | 24 de abril de 2016    | 2.1                  | 4.73                   | 1.4         | 2.61                       | 3.5           | 7.34                         |
| 4  | "Blood in the Streets" | 1 de maio de 2016      | 2.1                  | 4.80                   | 1.3         | 2.51                       | 3.4           | 7.31                         |
| 5  | "Captive"              | 8 de maio de 2016      | 2.0                  | 4.41                   | 1.5         | N/A                        | 3.4           | N/A                          |
| 6  | "Sicut Cervus"         | 15 de maio de 2016     | 1.9                  | 4.49                   | 1.4         | 2.74                       | 3.3           | 7.23                         |
| 7  | "Shiva"                | 22 de maio de 2016     | 1.9                  | 4.39                   | N/A         | N/A                        | N/A           | N/A                          |
| 8  | "Grotesque"            | 21 de agosto de 2016   | 1.6                  | 3.86                   | 1.1         | N/A                        | 2.7           | N/A                          |
| 9  | "Los Muertos"          | 28 de agosto de 2016   | 1.6                  | 3.66                   | 2.3         | N/A                        | 3.9           | N/A                          |
| 10 | "Do Not Disturb"       | 4 de setembro de 2016  | 1.2                  | 2.99                   | 2.4         | N/A                        | 3.6           | N/A                          |
| 11 | "Pablo & Jessica"      | 11 de setembro de 2016 | 1.5                  | 3.40                   | N/A         | N/A                        | N/A           | N/A                          |
| 12 | "Pillar of Salt"       | 18 de setembro de 2016 | 1.6                  | 3.62                   | N/A         | N/A                        | N/A           | N/A                          |
| 13 | "Date of Death"        | 25 de setembro de 2016 | 1.5                  | 3.49                   | N/A         | N/A                        | N/A           | N/A                          |
| 14 | "Wrath"                | 2 de outubro de 2016   | 1.6                  | 3.67                   | N/A         | N/A                        | N/A           | N/A                          |
| 15 | "North"                | 2 de outubro de 2016   | 1.3                  | 3.05                   | N/A         | N/A                        | N/A           | N/A                          |